# Jun Jung-Lin
Jun Jung-Lin (en coreano: 전정린; Busan, 27 de enero de 1989) es un deportista surcoreano que compitió en bobsleigh en la modalidad cuádruple.
Participó en dos Juegos Olímpicos de Invierno en los años 2014 y 2018, obteniendo una medalla de plata en Pyeongchang 2018 en la prueba cuádruple.

## Palmarés internacional
| Juegos Olímpicos | Juegos Olímpicos            | Juegos Olímpicos | Juegos Olímpicos |
| Año              | Lugar                       | Medalla          | Prueba           |
| ---------------- | --------------------------- | ---------------- | ---------------- |
| 2018             | Pyeongchang (Corea del Sur) | Medalla de plata | Cuádruple        |